# 莫金伯德希爾斯 (特拉華州)
莫金伯德希爾斯（英語：Mockingbird Hills）是位於美國特拉華州紐卡斯爾縣的一個非建制地區。該地的面積和人口皆未知。

## 地理
莫金伯德希爾斯的座標為39°45′37″N 75°40′39″W / 39.76028°N 75.67750°W，而該地的平均海拔高度為79米（即259英尺）。